# Херетсрид
Херетсрид (њем. Heretsried) општина је у њемачкој савезној држави Баварска. Једно је од 46 општинских средишта округа Аугсбург. Према процјени из 2010. у општини је живјело 1.006 становника. Посједује регионалну шифру (AGS) 9772156.

## Географски и демографски подаци
Херетсрид се налази у савезној држави Баварска у округу Аугсбург. Општина се налази на надморској висини од 515 метара. Површина општине износи 17,3 km². У самом мјесту је, према процјени из 2010. године, живјело 1.006 становника. Просјечна густина становништва износи 58 становника/km².